# Discografie van Snollebollekes
Hieronder volgt de discografie van de Nederlandse feestact Snollebollekes, met name hun albums, hun nummers met een notering in een hitlijst en hun Top 2000-noteringen. 

## Albums
| Album      | Verschijnen     | Label      | Hitlijsten | Hitlijsten | Hitlijsten | Hitlijsten | Opmerkingen |
| Album      | Verschijnen     | Label      | BE (VL)    | BE (VL)    | NL         | NL         | Opmerkingen |
| Album      | Verschijnen     | Label      | Piek       | Weken      | Piek       | Weken      | Opmerkingen |
| ---------- | --------------- | ---------- | ---------- | ---------- | ---------- | ---------- | ----------- |
| ...En door | 3 februari 2017 | Berk Music | 39         | 39         | 9          | 130        | Studioalbum |

## Nummers met eventueel notering(en) in een hitlijst
| Lied                                                        | Verschijnen      | Album                    | Hitlijsten | Hitlijsten | Hitlijsten  | Hitlijsten  | Hitlijsten   | Hitlijsten   | Opmerkingen |
| Lied                                                        | Verschijnen      | Album                    | BE (VL)    | BE (VL)    | NL (Top 40) | NL (Top 40) | NL (Top 100) | NL (Top 100) | Opmerkingen |
| Lied                                                        | Verschijnen      | Album                    | Piek       | Weken      | Piek        | Weken       | Piek         | Weken        | Opmerkingen |
| ----------------------------------------------------------- | ---------------- | ------------------------ | ---------- | ---------- | ----------- | ----------- | ------------ | ------------ | ----------- |
| Vrouwkes                                                    | 20 december 2013 | ...En door               | —          | —          | —           | —           | 11           | 16           |             |
| Snollebolleke                                               | 3 februari 2014  | ...En door               | 2          | 14         | —           | —           | 33           | 6            |             |
| Vrouwkes (voor Oranje)                                      | 24 april 2014    | —                        | —          | —          | —           | —           | —            | —            |             |
| Bam bam (bam)                                               | 25 juli 2014     | ...En door               | —          | —          | —           | —           | 51           | 5            |             |
| Alaafrojack                                                 | 23 januari 2015  | ...En door               | tip89      | —          | tip23       | —           | 17           | 4            |             |
| Lekker likkie                                               | 3 juli 2015      | ...En door               | —          | —          | —           | —           | 66           | 3            |             |
| Links rechts                                                | 28 augustus 2015 | ...En door               | —          | —          | —           | —           | 61           | 6            |             |
| Feestmuts                                                   | 15 januari 2016  | ...En door               | tip        | —          | tip16       | —           | 59           | 4            |             |
| Daar gaat ze                                                | 27 mei 2016      | ...En door               | tip        | —          | —           | —           | —            | —            |             |
| Springen nondeju                                            | 4 november 2016  | ...En door               | tip        | —          | —           | —           | 99           | 1            |             |
| Hoemppa                                                     | 10 februari 2017 | —                        | —          | —          | —           | —           | —            | —            |             |
| Hoemppa (karnaval festival Mental Thoe freestuyle RMX))     | 17 februari 2017 | —                        | —          | —          | —           | —           | —            | —            |             |
| Links Rechts (2nd Bass Remix)                               | 02 juni 2017     | —                        | —          | —          | —           | —           | —            | —            |             |
| De Vloer is lava                                            | 23 juni 2017     | —                        | —          | —          | —           | —           | —            | —            |             |
| Op en neer (heen en weer)                                   | 17 november 2017 | —                        | —          | —          | —           | —           | —            | —            |             |
| Op en neer (heen en weer) [Barry Fest & 2nd Bass Remix]     | 12 januari 2018  | —                        | —          | —          | —           | —           | —            | —            |             |
| Feest waarvan ik morgen niks meer weet (met Coen en Sander) | 25 januari 2018  | ...En door (bonuseditie) | tip        | —          | tip27       | —           | 65           | 2            |             |
| Bobbelen                                                    | 9 november 2018  | —                        | tip        | —          | —           | —           | —            | —            |             |
| Total loss (met Gerard Joling)                              | 20 maart 2019    | —                        | —          | —          | tip15       | —           | —            | —            |             |
| Klappen Nondeju                                             | 01 november 2019 | —                        | —          | —          | —           | —           | —            | —            |             |
| Leuke sfeer wel (met Kalvijn)                               | 31 januari 2020  | —                        | —          | —          | tip19       | —           | —            | —            |             |
| Feest oe fit                                                | 15 mei 2020      | —                        | —          | —          | —           | —           | —            | —            |             |
| Feest oe fit 2                                              | 29 mei 2020      | —                        | —          | —          | —           | —           | —            | —            |             |
| Beuk de ballen uit de boom                                  | 27 november 2020 | —                        | tip45      | —          | 33          | 2           | 55           | 6            |             |
| Mega Beukmix                                                | 5 februari 2021  | —                        | —          | —          | —           | —           | —            | —            |             |
| Non stop vol d'r op                                         | 1 oktober 2021   | —                        | —          | —          | tip17       | —           | 84           | 3            |             |
| Sorry voor de overlast                                      | 22 april 2022    | —                        | —          | —          | tip18       | —           | —            | —            |             |
| Hullemaal kapot                                             | 27 januari 2023  | —                        | —          | —          | tip12       | —           | 79           | 1            |             |
| Het allerlaatste rondje                                     | 3 maart 2023     | —                        | —          | —          | —           | —           | —            | —            |             |
| Trek's aan die trekzak                                      | 3 november 2023  | —                        | —          | —          | —           | —           | —            | —            |             |
| Engelengezang (met Donnie)                                  | 30 mei 2024      | —                        | —          | —          | —           | —           | —            | —            |             |

## NPO Radio 2 Top 2000
| Nummer met noteringen in de NPO Radio 2 Top 2000 | '21 | '22  | '23  | '24  |
| ------------------------------------------------ | --- | ---- | ---- | ---- |
| Links rechts                                     | 732 | 1076 | 1812 | 1607 |

1. ↑  Een vetgedrukt getal geeft de hoogste notering aan.
2. ↑  2021 was het eerste jaar met een notering voor dit nummer.